# The 1st Asia Tour – Into the New World
The 1st Asia Tour – Into the New World ist das erste Livealbum der südkoreanischen Popgruppe Girls’ Generation. Die Musiktitel des Albums sind Aufnahmen von den Into-the-New-World-Konzerten vom 19. und 20. Dezember 2009 in Seoul.

## Veröffentlichung
Das Album wurde zunächst für den 23. Dezember 2010 angekündigt; die Veröffentlichung verschob sich allerdings um eine Woche auf den 30. Dezember 2010.
Das Album stieg direkt in der ersten Woche auf Platz 1 der südkoreanischen Musikcharts ein.

## Inhalt und Titelliste
Das Album enthält 38 Live-Aufnahmen von Girls’ Generation auf 2 CDs. Im Album befindet sich zusätzlich ein Beiheft mit Bildern von den Konzertauftritten und den entsprechenden Liedtexten. Der Zusatztitel „Beautiful Girls“ wird von Yu Yeong-jin gesungen, der in dem Lied seine Bewunderung für die neun Bandmitglieder zum Ausdruck bringt und wurde während der Tournee über eine Leinwand mit Musikvideo gespielt. „Singin’ in the Rain“ führte die Gruppe gemeinsam bei ihren Konzerten auf; die auf dem Album enthaltene Version ist jedoch keine Live-Version, sondern eine neue, im Studio aufgenommene Version.
| CD 1 | CD 1                                           | CD 1  |
| Nr.  | Titel                                          | Länge |
| ---- | ---------------------------------------------- | ----- |
| 1    | Nine Angels                                    | 4:38  |
| 2    | 소원을 말해봐 (Genie) – Rock Tronic Remix ver. | 3:54  |
| 3    | Show! Show! Show!                              | 4:02  |
| 4    | 소녀시대 (Girls’ Generation)                   | 3:53  |
| 5    | Beginning                                      | 3:35  |
| 6    | It’s Fantastic                                 | 3:32  |
| 7    | Etude                                          | 3:04  |
| 8    | Ooh La-La!                                     | 3:52  |
| 9    | Kissing You                                    | 3:23  |
| 10   | 1 년 後 (One Year Later)                       | 4:03  |
| 11   | 좋은 사람 있으면 소개시켜줘 (Yoona)            | 2:54  |
| 12   | Sunny (Sunny)                                  | 3:08  |
| 13   | Umbrella (Tiffany)                             | 3:19  |
| 14   | Hush Hush; Hush Hush (Taeyeon)                 | 3:35  |
| 15   | Chocolate Love                                 | 3:44  |
| 16   | Honey (소원)                                   | 3:15  |
| 17   | Dear. Mom                                      | 4:40  |
| 18   | 영원히 너와 꿈꾸고 싶다 (Forever)              | 4:31  |

| CD 2   | CD 2                                                       | CD 2  |
| Nr.    | Titel                                                      | Länge |
| ------ | ---------------------------------------------------------- | ----- |
| 19     | 사랑은 선율을 타고 (Day By Day)                            | 3:52  |
| 20     | 동화 (My Child)                                            | 3:36  |
| 21     | Barbie Girl (Jessica)                                      | 3:13  |
| 22     | Santa Baby (Sooyoung)                                      | 3:06  |
| 23     | 라벨：모음곡「거울」제4곡「어릿광대의 아침노래」 (Seohyun) | 0:44  |
| 24     | Sixteen Going On Seventeen (Seohyun)                       | 1:53  |
| 25     | Over the Rainbow                                           | 3:10  |
| 26     | 1, 2 Step (Yuri)                                           | 2:40  |
| 27     | 다시 만난 세계 (Into The New World)                        | 4:28  |
| 28     | 웃자 (Be Happy)                                            | 3:33  |
| 29     | 힘내! (Way To Go)                                          | 3:03  |
| 30     | Gee                                                        | 3:21  |
| 31     | Touch The Sky                                              | 5:11  |
| 32     | 냉면 (Naengmyeon)                                          | 3:38  |
| 33     | 하하하송 (HaHaHaSong)                                      | 3:10  |
| 34     | Complete                                                   | 4:06  |
| 35     | Baby Baby                                                  | 3:28  |
| 36     | Oh!                                                        | 3:16  |
| Zugabe |                                                            |       |
| 37     | Beautiful Girls (feat. Yu Yeong-jin)                       | 3:58  |
| 38     | Singin’ in the Rain (Studio ver.)                          | 2:46  |